# Lesięcin
Lesięcin (deutsch Lessenthin, früher Lessentin) ist ein Dorf in der polnischen Woiwodschaft Westpommern. Es gehört zur Gmina Węgorzyno (Stadt- und Landgemeinde Wangerin) im  Powiat Łobeski (Labser  Kreis).

## Geographische Lage
Das Dorf liegt in Hinterpommern, an den Abhängen des rechten Ufers des Aalbach-Tals, etwa 26 Kilometer südsüdöstlich der Stadt Resko (Regenwalde), acht Kilometer südsüdwestlich des Stadtkerns von Łobez (Labes) und sechs Kilometer nördlich der Stadt Węgorzyno (Wangerin).

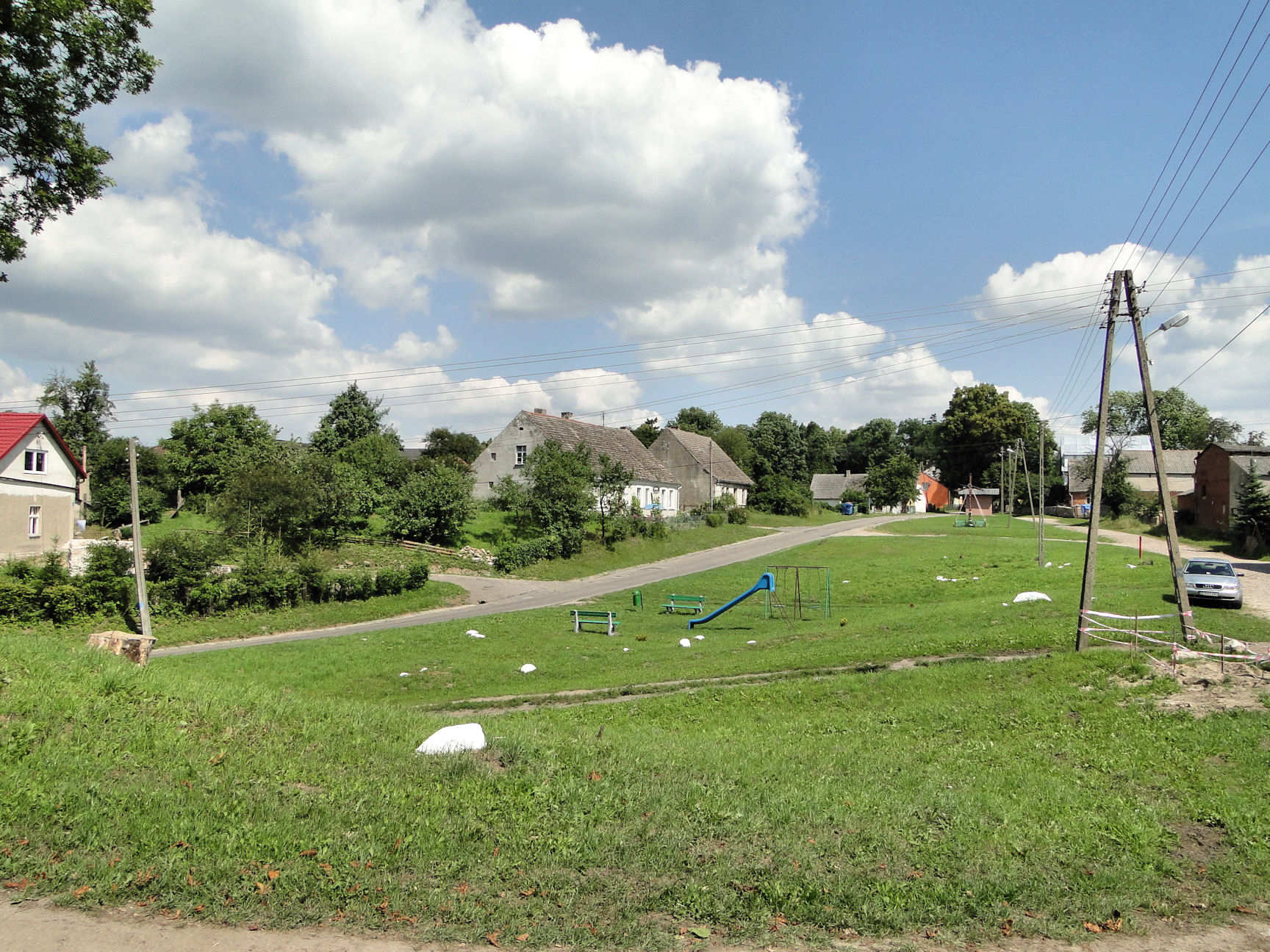
Häuser im Dorf (2010)

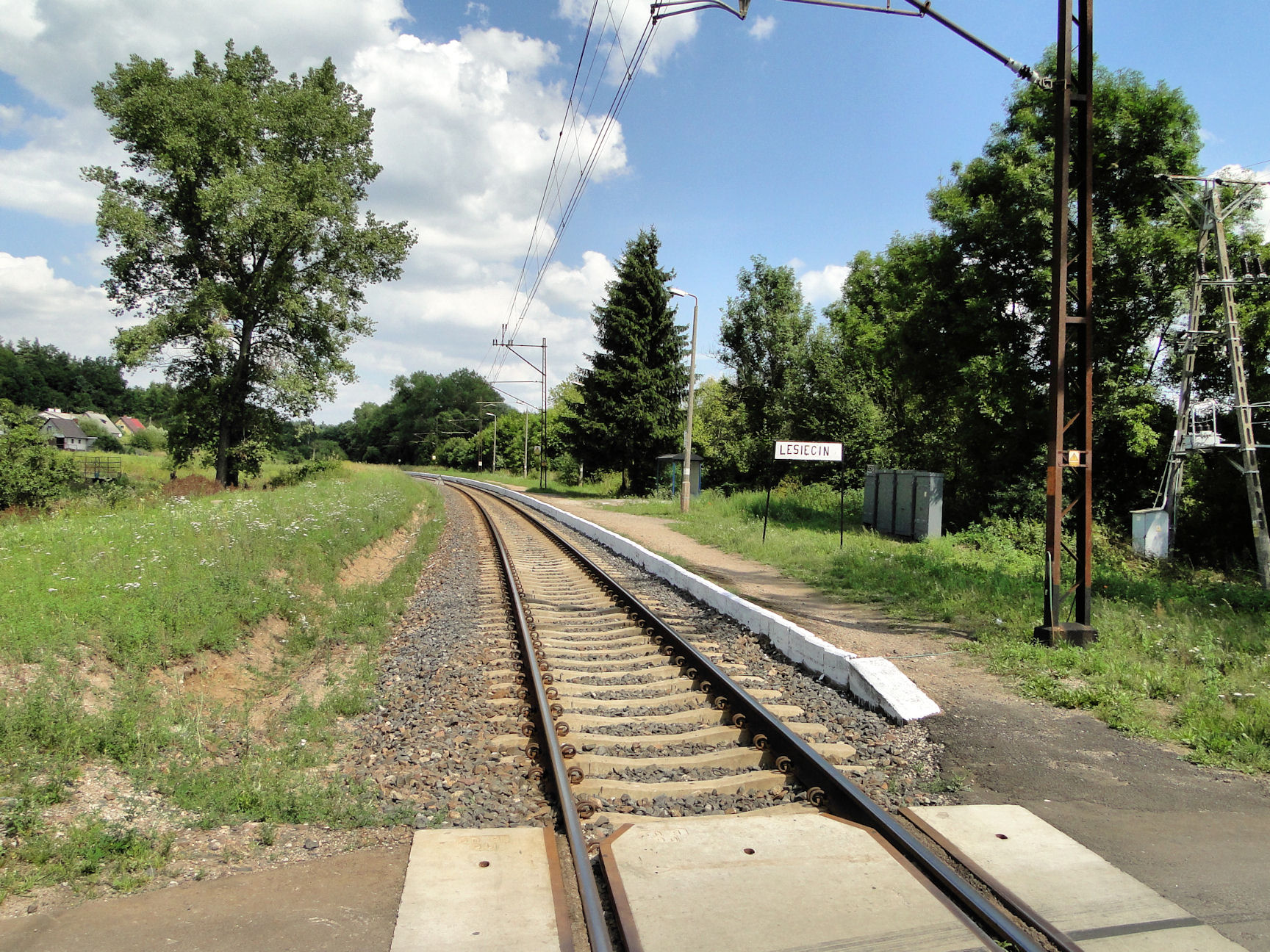
Eisenbahn-Haltestelle

## Geschichte
Das Gut Lessenthin war ehemals ein altes pommersches Lehen der in Hinterpommern alteingeborenen Familie Borcke, das um 1782 der Landrat Wilhelm Friedrich Leopold von Borck besaß.  Die Vasallen-Tabelle von 1804 nennt den Landrat und Direktor des Borckschen Kreises Ernst August Philip von Borcke als Besitzer von Lessenthin, Kankelfitz und Kratzig. 1842 wird Louis von Borcke als Besitzer des 3500 Morgen umfassenden Guts Lessenthin genannt, der es auch noch 1873 besaß.
Besitzer des Ritterguts Lessenthin war 1883 Richard von Borcke, Premier-Lieutenant der Reserve des 3. Badischen Dragoner-Regiments Prinz Carl Nr. 22, der im selben Jahr von König Wilhelm I. zum Ehrenritter des Johanniter-Ordens ernannt worden war. 1884 war das Gut mit einer Mahlmühle und einer Ziegelei 953 Hektar groß.
Am 1. April 1927 hatte das Gut Lessenthin eine Fläche von 1005 Hektar, und am 16. Juni 1925 hatte der Gutsbezirk 206 Einwohner. Um 1939 war Elisabeth von Borcke Besitzerin des Ritterguts.

Ruine des ehemaligen Gutshauses Lessenthin
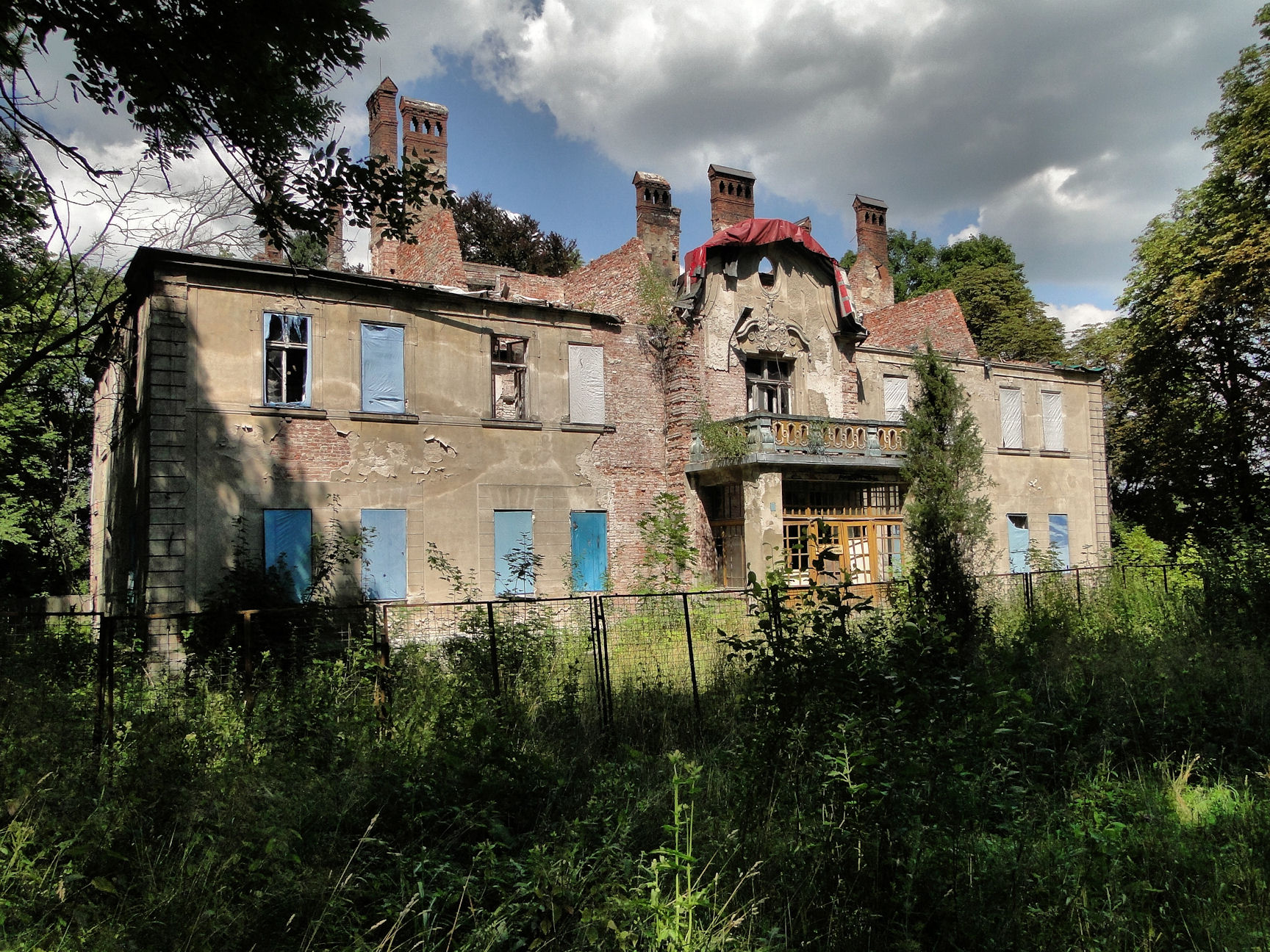
August 2010
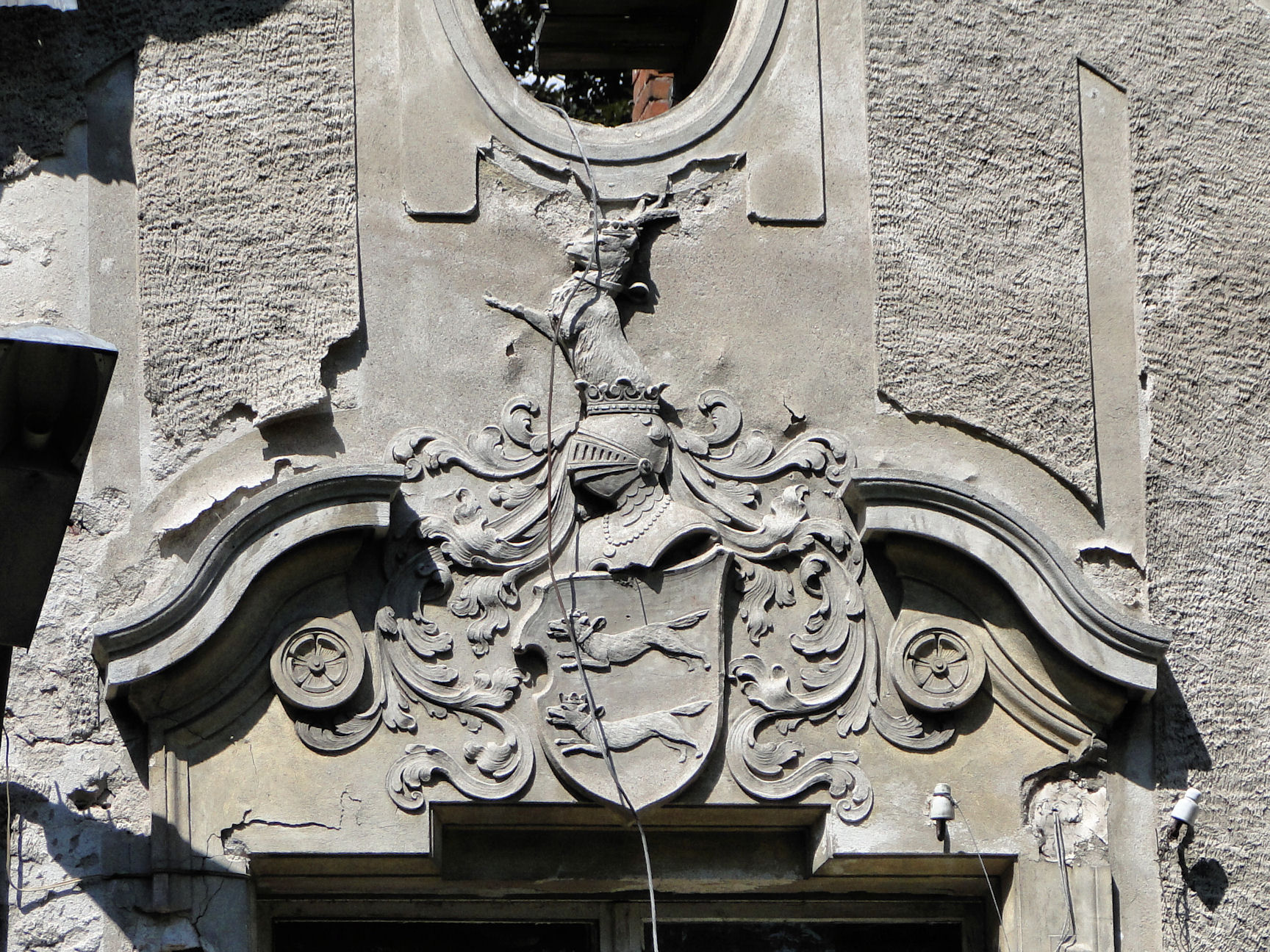
Wand-Relief des Familienwappens der Borkonen
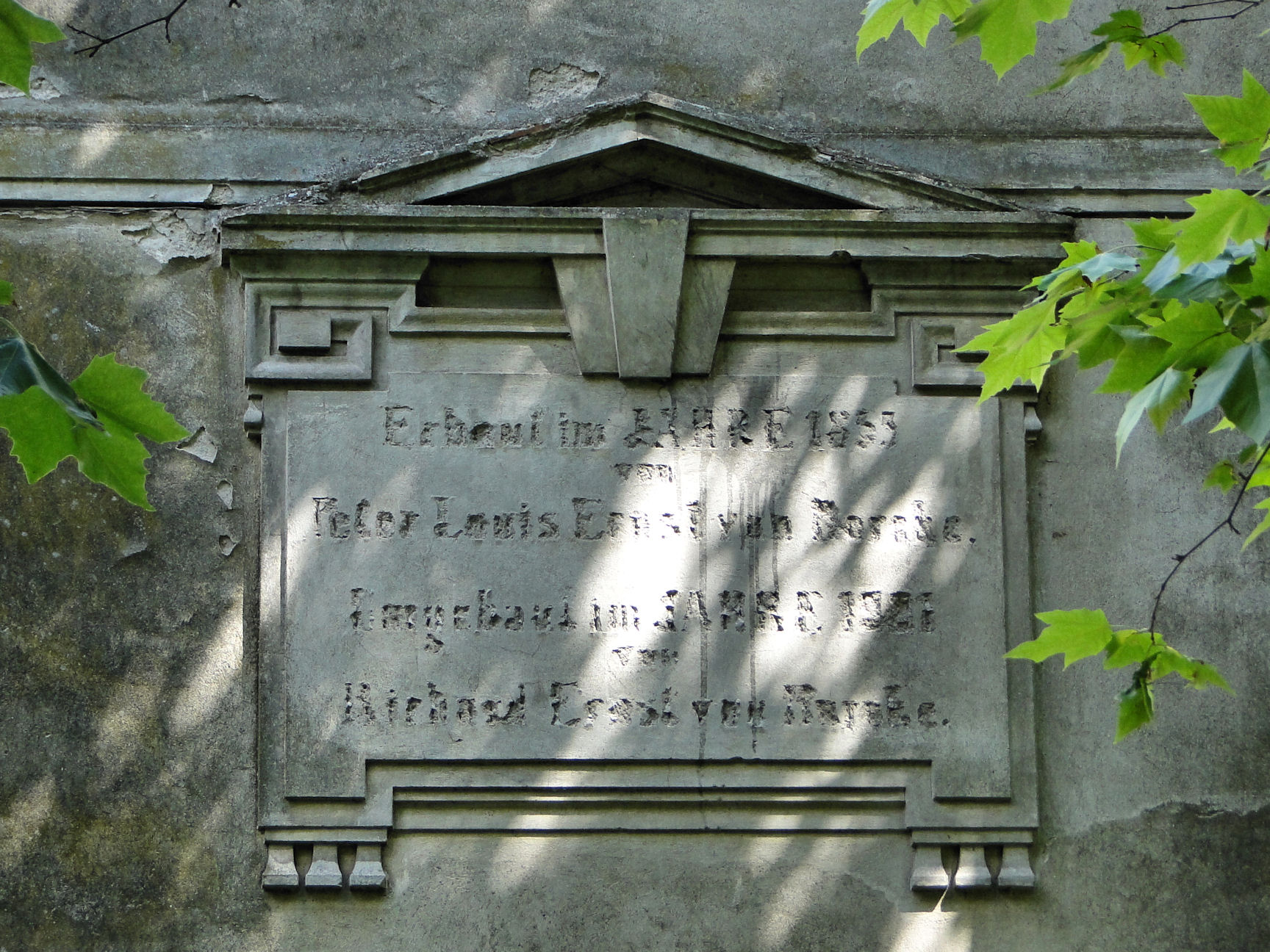
Tafel mit Erbauungszeiten und Bauherren

Die Gemarkung der Landgemeinde Lessenthin hatte um 1930 eine Fläche von 12,5 km². Im Gemeindegebiet standen insgesamt 36 bewohnte Wohnhäuser an vier verschiedenen Wohnstätten:
1. Elisenhof
2. Lessenthin
3. Lessenthiner Mühle
4. Neu Lessenthin

Im Jahr 1945 gehörte das Dorf Lessenthin zum Kreis Regenwalde im Regierungsbezirk Köslin der preußischen Provinz Pommern des Deutschen Reichs. Lessenthin war Sitz des gleichnamigen Amtsbezirks.
Gegen Ende des Zweiten Weltkriegs wurde die Region im Frühjahr 1945 von der Roten Armee besetzt. Nach Beendigung der Kampfhandlungen wurde Lessenthin zusammen mit ganz Hinterpommern seitens der sowjetischen Besatzungsmacht der Volksrepublik Polen zur Verwaltung überlassen. Danach begann die Zuwanderung von Polen. Das Dorf Lessenthin wurde  unter der polonisierten Ortsbezeichnung ‚Lesięcin‘ verwaltet. In der Folgezeit wurde die einheimische Bevölkerung von der polnischen Administration aus Lessenthin und dem Kreisgebiet vertrieben.

### Demographie
| Jahr | Einwohner | Anmerkungen |
| ---- | --------- | --- |
| 1782 | –         | adliges Gut mit einem Vorwerk, einer Mahl- und Schneidemühle am Aalbach, einer Filialkirche von Kankelfitz und 24 Feuerstellen (Haushaltungen) |
| 1818 | 233       | davon 175 im Dorf mit dem Vorwerk Kotzow und 58 in der Kolonie und Wassermühle Neu-Lessenthin, adlige Besitzungen                              |
| 1852 | 287       | Dorf |
| 1864 | 290       | am 3. Dezember, im Gutsbezirk und Gemeindebezirk zusammen                                                                                      |
| 1867 | 288       | am 3. Dezember, davon 108 im Dorf und 180 im Gutsbezirk                                                                                        |
| 1871 | 288       | am 1. Dezember, davon 113 im Dorf (sämtlich Evangelische) und 175 im Gutsbezirk (sämtlich Evangelische)                                        |
| 1885 | 306       | am 1. Dezember, davon 122 im Dorf (sämtlich Evangelische) und 184 im Gutsbezirk (sämtlich Evangelische)                                        |
| 1910 | 289       | am 1. Dezember, davon 98 im Dorf und 191 im Gutsbezirk                                                                                         |
| 1925 | 309       | sämtlich Evangelische |
| 1933 | 298       | [ 17 ] |
| 1939 | 275       | [ 17 ] |